# Lijst van voetbalinterlands Noorwegen - Schotland
Deze lijst van voetbalinterlands is een overzicht van alle officiële voetbalwedstrijden tussen de nationale teams van Noorwegen en Schotland. De landen speelden tot op heden negentien keer tegen elkaar. De eerste ontmoeting, een vriendschappelijke wedstrijd, werd gespeeld in Glasgow op 5 mei 1954. Het laatste duel, een kwalificatiewedstrijd voor het Europees kampioenschap voetbal 2024, vond plaats op 19 november 2023 in Glasgow.

## Wedstrijden
| №  | Plaats   | Datum             | Competitie           | Wedstrijd             | Uitslag |
| -- | -------- | ----------------- | -------------------- | --------------------- | ------- |
| 1  | Glasgow  | 5 mei 1954        | Vriendschappelijk    | Schotland – Noorwegen | 1 – 0   |
| 2  | Oslo     | 19 mei 1954       | Vriendschappelijk    | Noorwegen – Schotland | 1 – 1   |
| 3  | Bergen   | 4 juni 1963       | Vriendschappelijk    | Noorwegen – Schotland | 4 – 3   |
| 4  | Glasgow  | 7 november 1963   | Vriendschappelijk    | Schotland – Noorwegen | 6 – 1   |
| 5  | Oslo     | 6 juni 1974       | Vriendschappelijk    | Noorwegen – Schotland | 1 – 2   |
| 6  | Glasgow  | 25 oktober 1978   | EK 1980 kwalificatie | Schotland – Noorwegen | 3 – 2   |
| 7  | Oslo     | 7 juni 1979       | EK 1980 kwalificatie | Noorwegen – Schotland | 0 – 4   |
| 8  | Oslo     | 14 september 1988 | WK 1990 kwalificatie | Noorwegen – Schotland | 1 – 2   |
| 9  | Glasgow  | 15 november 1989  | WK 1990 kwalificatie | Schotland – Noorwegen | 1 – 1   |
| 10 | Oslo     | 3 juni 1992       | Vriendschappelijk    | Noorwegen – Schotland | 0 – 0   |
| 11 | Bordeaux | 16 juni 1998      | WK 1998              | Schotland – Noorwegen | 1 – 1   |
| 12 | Oslo     | 20 augustus 2003  | Vriendschappelijk    | Noorwegen – Schotland | 0 – 0   |
| 13 | Glasgow  | 9 oktober 2004    | WK 2006 kwalificatie | Schotland – Noorwegen | 0 – 1   |
| 14 | Oslo     | 7 september 2005  | WK 2006 kwalificatie | Noorwegen – Schotland | 1 – 2   |
| 15 | Glasgow  | 11 oktober 2008   | WK 2010 kwalificatie | Schotland – Noorwegen | 0 – 0   |
| 16 | Oslo     | 12 augustus 2009  | WK 2010 kwalificatie | Noorwegen – Schotland | 4 – 0   |
| 17 | Molde    | 19 november 2013  | Vriendschappelijk    | Noorwegen − Schotland | 0 − 1   |
| 18 | Oslo     | 17 juni 2023      | EK 2024 kwalificatie | Noorwegen – Schotland | 1 – 2   |
| 19 | Glasgow  | 19 november 2023  | EK 2024 kwalificatie | Schotland – Noorwegen | 3 – 3   |

## Samenvatting
| Competitie        | Totaal gespeeld | Winst Noorwegen | Gelijk | Winst Schotland | Doelsaldo Noorwegen – Schotland |
| ----------------- | --------------- | --------------- | ------ | --------------- | ------------------------------- |
| WK-eindronde      | 1               | 0               | 1      | 0               | 1 − 1                           |
| WK-kwalificatie   | 6               | 2               | 2      | 2               | 8 − 5                           |
| EK-kwalificatie   | 4               | 0               | 1      | 3               | 6 − 12                          |
| Vriendschappelijk | 8               | 1               | 3      | 4               | 7 − 14                          |
| Totaal            | 19              | 3               | 7      | 9               | 22 − 32                         |

## Details

### Achtste ontmoeting
| WK 1990 kwalificatie (Oslo, Noorwegen, 14 september 1988): |              | |
| Noorwegen | 1 – 2        | Schotland |
| Jan Åge Fjørtoft 44' | goals        | 14' Paul McStay 62' Mo Johnston |
| Ingvar Stadheim | bondscoach   | Andy Roxburgh |
| Erik Thorstvedt Hans Henriksen Erland Johnsen Rune Bratseth Anders Giske Kjetil Osvold Sverre Brandhaug Karl Petter Løken Tom Sundby 4' Jan Åge Fjørtoft Gøran Sørloth | opstellingen | Jim Leighton Steve Nicol Maurice Malpas Gary Gillespie Alex McLeish Willie Miller 68' Roy Aitken Paul McStay Mo Johnston Brian McClair Kevin Gallacher |
| Ørjan Berg 4' 85' Jahn Ivar Jakobsen 85' | wissels      | 68' Ian Durrant |
| | gele kaarten | 58' Roy Aitken |

### Negende ontmoeting
| WK 1990 kwalificatie (Glasgow, Schotland, 15 november 1989):                                                                                        |              | |
| Schotland | 1 – 1        | Noorwegen |
| Ally McCoist 44' | goals        | 89' Erland Johnsen |
| Andy Roxburgh | bondscoach   | Ingvar Stadheim |
| Jim Leighton Dave McPherson Willie Miller 67' Alex McLeish Maurice Malpas Roy Aitken Paul McStay Jim Bett Davie Cooper 73' Mo Johnston Ally McCoist | opstellingen | Erik Thorstvedt Hugo Hansen Rune Bratseth 83' Terje Kojedal Stig Inge Bjørnebye Erland Johnsen Tom Gulbrandsen Per-Egil Ahlsen 59' Bent Skammelsrud Gøran Sørloth Jan Åge Fjørtoft |
| Murdo McLeod 67' Brian McClair 73' | wissels      | 59' Lars Bohinen 83' Jan Halvor Halvorsen |
| - Debuut van Jan Halvor Halvorsen (Hertha BSC) voor Noorwegen.                                                                                      |              | |

### Tiende ontmoeting
| Vriendschappelijk (Oslo, Noorwegen, 3 juni 1992): |       |           |
| Noorwegen                                         | 0 – 0 | Schotland |
|                                                   | goals |           |

### Twaalfde ontmoeting
| Vriendschappelijk (Oslo, Noorwegen, 20 augustus 2003): |       |           |
| Noorwegen                                              | 0 – 0 | Schotland |
|                                                        | goals |           |

### Veertiende ontmoeting
| WK 2006 kwalificatie (Oslo, Noorwegen, 7 september 2005): |       |                                   |
| Noorwegen                                                 | 1 – 2 | Schotland                         |
| Ole Martin Årst 89'                                       | goals | 21' Kenny Miller 31' Kenny Miller |

### Zeventiende ontmoeting
| Vriendschappelijk (Molde, Noorwegen, 19 november 2013):                                  |       |                 |
| Noorwegen                                                                                | 0 – 1 | Schotland       |
|                                                                                          | goals | 61' Scott Brown |
| - Debuut van Ørjan Nyland (Molde FK) en Stefan Strandberg (Rosenborg BK) voor Noorwegen. |       |                 |

NFF · A-internationals · Selecties · Bondscoaches · Noors vrouwenelftal · Olympisch elftal · Noorwegen U21 · Noorwegen U20 · Noorwegen U19 · Noorwegen U18 · Noorwegen U17 · Noorwegen U16 · Vrouwen U17
1908 – 1919 ·
1920 – 1929 ·
1930 – 1939 ·
1940 – 1949 ·
1950 – 1959 ·
1960 – 1969 ·
1970 – 1979 ·
1980 – 1989 ·
1990 – 1999 ·
2000 – 2009 ·
2010 – 2019 ·
2020 − 2029
EK 2000
WK 1938 ·
WK 1994 ·
WK 1998
OS 1912 · 
OS 1920 · 
OS 1936 · 
OS 1952 · 
OS 1984
1908 ·
1909 ·
1910 ·
1911 ·
1912 · 
1913 · 
1914 · 
1915 · 
1916 · 
1917 · 
1918 · 
1919 · 
1920 · 
1921 · 
1922 · 
1923 · 
1924 · 
1925 · 
1926 · 
1927 · 
1928 · 
1929 · 
1930 · 
1931 · 
1932 · 
1933 · 
1934 · 
1935 · 
1936 · 
1937 · 
1938 · 
1939 · 
1940 – 1944 · 
1945 · 
1946 · 
1947 · 
1948 · 
1949 · 
1950 · 
1952 · 
1952 · 
1953 · 
1954 · 
1955 · 
1956 · 
1957 · 
1958 · 
1959 · 
1960 · 
1961 · 
1962 · 
1963 · 
1964 · 
1965 · 
1966 · 
1967 · 
1968 · 
1969 · 
1970 · 
1971 · 
1972 · 
1973 · 
1974 · 
1975 · 
1976 · 
1977 · 
1978 · 
1979 · 
1980 · 
1981 · 
1982 · 
1983 · 
1984 · 
1985 · 
1986 · 
1987 · 
1988 · 
1989 · 
1990 ·
1991 · 
1992 · 
1993 · 
1994 · 
1995 · 
1996 · 
1997 · 
1998 · 
1999 · 
2000 · 
2001 · 
2002 · 
2003 · 
2004 · 
2005 · 
2006 · 
2007 · 
2008 · 
2009 · 
2010 · 
2011 · 
2012 · 
2013 · 
2014 · 
2015 · 
2016 · 
2017 · 
2018 ·
2019 ·
2020 ·
2021 ·
2022 ·
2023 ·
2024
Albanië ·
Argentinië ·
Armenië ·
Australië ·
Azerbeidzjan ·
Bahrein ·
België ·
Bermuda ·
Bosnië en Herzegovina ·
Brazilië ·
Bulgarije ·
China ·
Colombia ·
Costa Rica ·
Cyprus ·
Denemarken ·
DDR ·
Duitsland ·
Egypte ·
Engeland ·
Estland ·
Faeröer ·
Finland ·
Frankrijk ·
Georgië ·
Ghana ·
Gibraltar ·
Grenada ·
Griekenland ·
Guatemala ·
Honduras ·
Hongarije ·
Hongkong ·
Ierland ·
IJsland ·
Israël ·
Italië ·
Jamaica ·
Japan ·
Joegoslavië ·
Jordanië ·
Kameroen ·
Kazachstan ·
Koeweit ·
Kosovo ·
Kroatië ·
Letland ·
Litouwen ·
Luxemburg ·
Malta ·
Marokko ·
Mexico ·
Moldavië ·
Montenegro ·
Nederland ·
Nieuw-Zeeland ·
Nigeria ·
Noord-Ierland ·
Noord-Korea ·
Noord-Macedonië ·
Oekraïne ·
Oman ·
Oostenrijk ·
Panama ·
Paraguay ·
Polen ·
Portugal ·
Qatar ·
Roemenië ·
Rusland ·
Saarland ·
San Marino ·
Saoedi-Arabië ·
Schotland ·
Senegal ·
Servië ·
Servië en Montenegro ·
Singapore ·
Slovenië ·
Slowakije ·
Sovjet-Unie ·
Spanje ·
Thailand ·
Trinidad en Tobago ·
Tsjechië ·
Tsjecho-Slowakije ·
Tunesië ·
Turkije ·
Uruguay ·
Verenigde Arabische Emiraten ·
Verenigde Staten ·
Verenigd Koninkrijk ·
Wales ·
Wit-Rusland ·
Zuid-Afrika ·
Zuid-Korea ·
Zweden ·
Zwitserland
SFA · A-internationals · Selecties · Bondscoaches · Statistieken · Schots vrouwenelftal · Brits olympisch elftal · Schotland U21 · Schotland U20 · Schotland U19 · Schotland U18 · Schotland U17 · Schotland U16 · Vrouwen U17
1872 – 1899 ·
1900 – 1919 ·
1920 – 1929 ·
1930 – 1939 ·
1940 – 1949 ·
1950 – 1959 ·
1960 – 1969 ·
1970 – 1979 ·
1980 – 1989 ·
1990 – 1999 ·
2000 – 2009 ·
2010 – 2019 ·
2020 − 2029
EK's: 1992 ·
1996 ·
2020 ·
2024
WK's: 1954 ·
1958 ·
1974 ·
1978 ·
1982 ·
1986 ·
1990 ·
1998
1872 ·
1873 ·
1874 ·
1875 ·
1876 ·
1877 ·
1878 ·
1878 ·
1879 ·
1880 ·
1881 ·
1882 ·
1883 ·
1884 ·
1885 ·
1886 ·
1887 ·
1888 ·
1889 ·
1890 ·
1891 ·
1892 ·
1893 ·
1894 ·
1895 ·
1896 ·
1897 ·
1898 ·
1899 ·
1900 ·
1901 ·
1902 ·
1903 ·
1904 ·
1905 ·
1906 ·
1907 ·
1908 ·
1909 ·
1910 ·
1911 ·
1912 ·
1913 ·
1914 ·
1915–1919 ·
1920 ·
1921 ·
1922 ·
1923 ·
1924 ·
1925 ·
1926 ·
1927 ·
1928 ·
1929 ·
1930 ·
1931 ·
1932 ·
1933 ·
1934 ·
1935 ·
1936 ·
1937 ·
1938 ·
1939 ·
1940–1945 ·
1946 ·
1947 ·
1948 ·
1949 ·
1950 ·
1951 ·
1952 ·
1953 ·
1954 ·
1955 ·
1956 ·
1957 ·
1958 ·
1959 ·
1960 ·
1960 ·
1961 ·
1962 ·
1963 ·
1964 ·
1965 ·
1966 ·
1967 ·
1968 ·
1969 ·
1970 ·
1971 ·
1972 ·
1973 ·
1974 ·
1975 ·
1976 ·
1977 ·
1978 ·
1979 ·
1980 ·
1981 ·
1982 ·
1983 ·
1984 ·
1985 ·
1986 ·
1987 ·
1988 ·
1989 ·
1990 ·
1991 ·
1992 ·
1993 ·
1994 ·
1995 ·
1996 ·
1997 ·
1998 ·
1999 ·
2000 ·
2001 ·
2002 ·
2003 ·
2004 ·
2005 ·
2006 ·
2007 ·
2008 ·
2009 ·
2010 ·
2011 ·
2012 ·
2013 ·
2014 · 
2015 · 
2016 · 
2017 ·
2018 ·
2019 ·
2020 ·
2021 ·
2022
Albanië ·
Argentinië · 
Armenië ·
Australië ·
België ·
Bosnië en Herzegovina ·
Brazilië ·
Bulgarije ·
Canada ·
Chili ·
Colombia ·
Congo-Kinshasa ·
Costa Rica ·
Cyprus ·
DDR ·
Denemarken ·
Duitsland ·
Ecuador ·
Egypte ·
Engeland ·
Estland ·
Faeröer ·
Finland ·
Frankrijk ·
Georgië ·
Gibraltar · 
GOS ·
Griekenland ·
Hongarije ·
Ierland ·
IJsland ·
Iran ·
Israël ·
Italië ·
Japan ·
Joegoslavië ·
Kazachstan ·
Kroatië ·
Letland ·
Liechtenstein ·
Litouwen ·
Luxemburg ·
Malta ·
Marokko ·
Mexico ·
Moldavië ·
Nederland ·
Nieuw-Zeeland ·
Nigeria · 
Noord-Ierland ·
Noord-Macedonië ·
Noorwegen ·
Oekraïne ·
Oostenrijk ·
Paraguay ·
Peru ·
Polen ·
Portugal ·
Qatar ·
Roemenië ·
Rusland ·
San Marino ·
Saoedi-Arabië ·
Servië ·
Slovenië ·
Slowakije · 
Sovjet-Unie ·
Spanje ·
Trinidad en Tobago · 
Tsjechië ·
Tsjecho-Slowakije ·
Turkije · 
Uruguay ·
Verenigde Staten ·
Wales ·
Wit-Rusland ·
Zuid-Afrika ·
Zuid-Korea ·
Zweden ·
Zwitserland
Engeland (2021) · 
Kroatië (2021) · 
Nieuw-Zeeland (1982) · 
Tsjechië (2021)